# (1298) Ноктюрна
(1298) Ноктюрна (нем. Nocturna) — астероид главного пояса, который был открыт 7 января 1934 года немецким астрономом Карлом Рейнмутом в обсерватории Хайдельберг в Германии. Название астероида означает «ночь».